# Rudolf Höllwarth

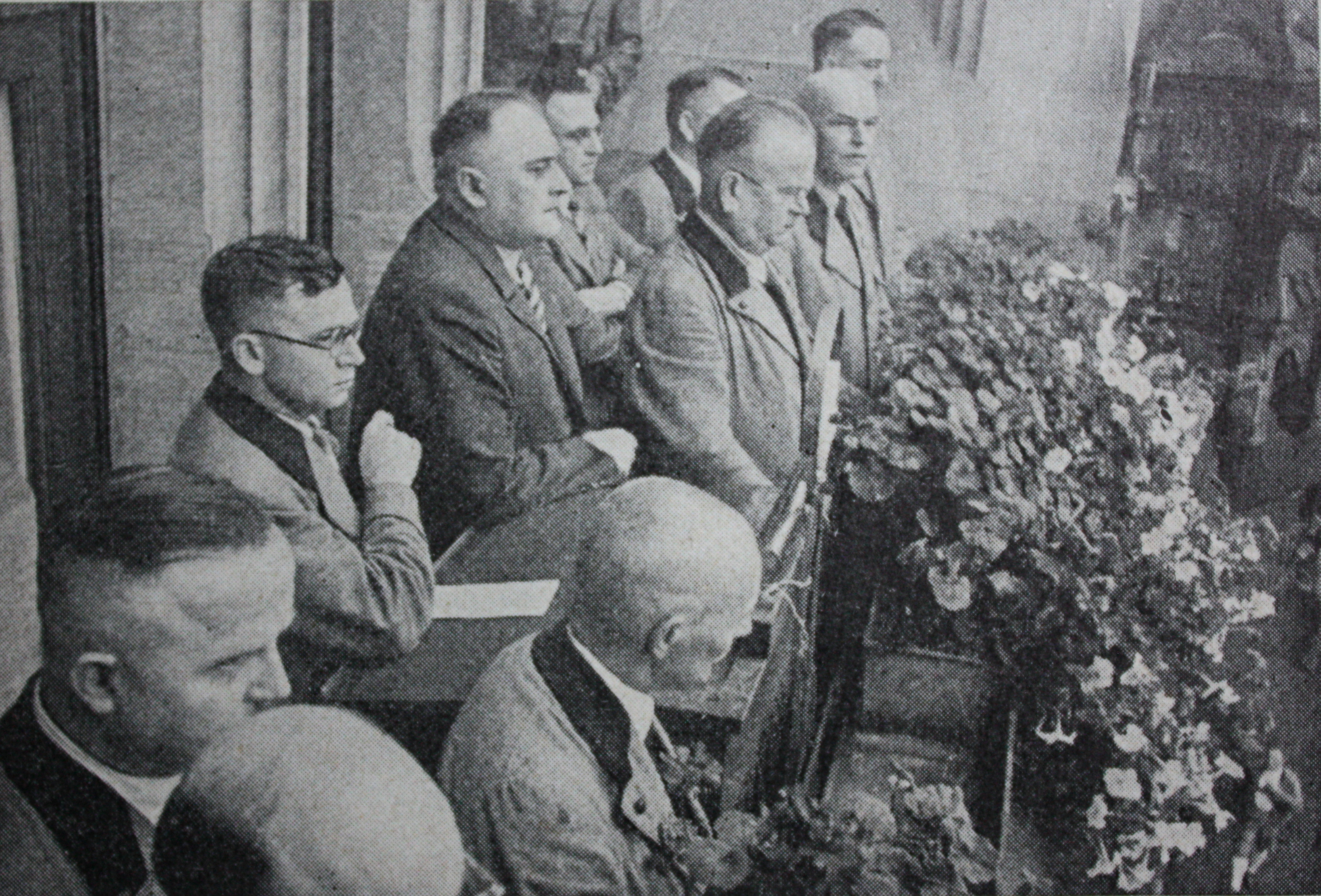
Höllwarth (1. Reihe, 2. von rechts) beim Deutschen Wandertag 1938

Rudolf Höllwarth (* 27. Februar 1881 in Lauffen; † 1959) war ein deutscher Verbands- und Vereinsfunktionär sowie Autor von Reiseführern.
Höllwarth war von 1919 bis 1939 Direktor des Landesverkehrsverbands Württemberg-Hohenzollern und in diesem Zeitraum Autor verschiedener Veröffentlichungen des Verbands und in diversen Verlagen.
In der NS-Zeit wurde am 28. August 1933 von Ferdinand Werner, dem Reichsführer der Deutschen Gebirgs- und Wandervereine, gegen den Wunsch des bisherigen Vorsitzenden Eugen Nägele in das Amt des Vereinsführers des Schwäbischen Albvereins berufen. In der Hauptversammlung im Herbst 1933 in Rottweil wurde er seitens des Vereins bestätigt. Höllwarth wurde in seinem Amt 1939 von Georg Fahrbach abgelöst.

## Werke
- Besuchet Württemberg und Hohenzollern, das Land der Mannigfaltigkeit – Schwarzwald, Schwäbische Alb, Neckerland, Hohenlohe-Franken, Schwäbischer Wald, Oberschwaben bis Bodensee und Allgäu. Stuttgart: Landesverkehrsverband Württemberg-Hohenzollern, 1934. DNB 574778551
- Das schwäbische Land – Bilder. Stuttgart: Landesverkehrsverband Württemberg-Hohenzollern, 1925. DNB 574778578
- Der Neckar – Teil 1, Vom Schwarzwald bis Tübingen. Deutschland-Bildheft 37. Berlin: Universum Verlag, 1933. DNB 366927868
- Der Neckar – Teil 2, Von Tübingen bis Stuttgart. Deutschland-Bildheft 38. Berlin: Universum Verlag, 1933. DNB 366927876
- Der Neckar – Teil 3, Von Stuttgart bis Heilbronn und Maulbronn. Deutschland-Bildheft 39. Berlin: Universum Verlag, 1933. DNB 366927884
- Heilbäder im schönen Schwabenland. Stuttgart: Landesverkehrsverband Württemberg-Hohenzollern, 1932. DNB 57477856X
- Land der Alemannen – Markgräflerland und Wiesenthal. Deutschland-Bildheft 151. Berlin: Universum Verlag, 1933.DNB 57454299X
- Oberschwaben und Bodensee. Deutschland-Bildheft 30. Berlin: Universum Verlag, 1933. DNB 575285087
- Reiseführer durch Württemberg und Hohenzollern – Schwarzwald, Neckarland, Hohenlohe, Schwäbischer Wald, Schwäbische Alb, Oberschwaben bis zum Bodensee und Allgäu. Stuttgart: Landesverkehrsverband Württemberg-Hohenzollern, 1926. DNB 574778586
- Reisehandbuch für Württemberg und angrenzende Gebiete – Schwarzwald, Neckarland, Hohenlohe, Schwäbischer Wald, Schwäbische Alb, Oberschwaben, Bodensee, Allgäu. Stuttgart: Union Deutsche Verlagsgesellschaft, 4. Aufl. 1938. DNB 574778594
- Schwäbische Alb – Teil 1, Gebiet Gmünd-Göppingen-Geislingen-Heidenheim. Deutschland-Bildheft 46. Berlin: Universum Verlag, 1933. DNB 364846135
- Schwäbische Alb – Teil 2, Gebiet Kirchheim u. Teck, Urach, Reutlingen, Lichtenstein. Deutschland-Bildheft 47. Berlin: Universum Verlag, 1933. DNB 364846127
- Stuttgart, Ludwigsburg, Bad Hoheneck, Marbach. a. N., Esslingen a. N., Reutlingen usw. – Ein Führer mit 14 Bildern. Stuttgart: Landesverkehrsverband Württemberg-Hohenzollern, 1925/26. DNB 574778608
- Winter im Württ. Schwarzwald, Württ. Allgäu und in der Schwäbischen Alb. Hg. Landesverkehrsverband Württemberg-Hohenzollern. Stuttgart: Belser-Verlag, 1930.
- Württemberg. Hg. Landesverkehrsverband Württemberg-Hohenzollern. Stuttgart: C. Grüninger Nachf. E. Klett, 1927. DNB 561045267
- Württemberg und angrenzende Gebiete von Hohenzollern, Baden und Bayern – Schwarzwald, Neckarland/Hohenlohe, Schwäbischer Wald/Schwäbische Alb, Oberschwaben/Bodensee und Allgäu. Stuttgart: Landesverkehrsverband Württemberg-Hohenzollern, 3. Aufl. 1929. DNB 574778616
- Württemberg und Hohenzollern – Schwarzwald, Schwäbische Alb, Neckerland, Hohenlohe-Franken, Schwäbischer Wald, Oberschwaben bis Bodensee und Allgäu. Stuttgart: Landesverkehrsverband Württemberg-Hohenzollern, 1935. DNB 574778624